# Atmetocranium myersi
Atmetocranium myersi är en insektsart som först beskrevs av Ferris och Klyver 1932.  Atmetocranium myersi ingår i släktet Atmetocranium och familjen rundbladloppor. Inga underarter finns listade i Catalogue of Life.